# Климент Ворошилов
Климѐнт Ефрѐмович Ворошѝлов (на руски: Климе́нт Ефре́мович Вороши́лов; на украински: Климент Єфремович Ворошилов), по-известен като Клим Ворошилов, е значим съветски военачалник, държавен и партиен деец, участник в гражданската война в Русия, един от първите маршали на Съветския съюз.
В периода 1953 – 1960 г. е формален глава на държавата (председател на Президиума на Върховния съвет на СССР). Герой на социалистическия труд, два пъти Герой на Съветския съюз (един от 10-те души, на които са присвоени и двете най-висши отличия на СССР). На Ворошилов „принадлежи“ рекорда за продължителност на пребиваване в Политбюро на ЦК на КПСС (34 и половина години – от 1926 до 1960 г.). Делегат на 13 партийни конгреса (от X до XXIII). Депутат на Върховния съвет на СССР от I до VII събрание.

## Биография

### Революционна дейност
Роден е на 4 февруари 1881 г., в село Верхнее в днешната Луганска област на Украйна (тогава – в Бахмутски уезд на Екатеринославска губерния на Руската империя), в работническо семейство. Член на Руската социалдемократическа работническа партия (преименувана по-късно на ВКП(б) от 1903 г. От 1896 г. Ворошилов работи в Юриевския металургичен завод, а от 1903 г. – в локомотивостроителния завод в Луганск. На следващата година става член на Луганския болшевишки комитет. През 1905 г. вече е председател на Луганския съвет, ръководи стачните действия на работниците и създаването на бойни дружини. Делегат на IV (1906 г.) и V (1907 г.) конгреси на РСДРП. В периода 1908 – 1917 г. организира партийната работа в градовете Баку, Петербург и Царицин. Нееднократно Ворошилов се отървава от арести и избягва заточение. След Февруарската революция през 1917 г., става член на Петроградския съвет и участва като негов делегат в VI конгрес на РСДРП(б) и VII Всерусийска конференция. От март 1917 г. е председател на Луганския съвет на партията, а също и на градския съвет.
В дните на Октомврийската революция, Ворошилов е комисар на Петроградския военнореволюционен комитет. Заедно с Феликс Дзержински, работи по създаването на ВЧК (на руски: Всероссийской Чрезвычайной Комиссии) – предшественика на КГБ. В началото на март 1918 г. организира 1-ви Лугански социалистически отряд, който отбранява Харков от германско-австрийските войски.
През годините на гражданската война, Климент Ефремович е последователно командир на царицинската група войски (където се сближава със Сталин), заместник-командир и член на Военния съвет на Южния фронт, главнокомандващ на 10-а армия, народен комисар на вътрешните работи на Украйна; главнокомандващ на Харковския военен окръг, на 14-а армия и на вътрешния Украински фронт. Ворошилов е и един от организаторите и членовете на Революционния военен съвет (съкр. на руски: Реввоенсовет) на 1-ва конна армия (с която воюва в съветско-полската война) на Семьон Будьони. На VIII конгрес на РКП(б), който се състои през март 1919 г., се присъединява към „военната опозиция“.
На следващата година е награден с почетно революционно оръжие – за бойни заслуги. През 1921 г., начело на група делегати от X конгрес на партията, Ворошилов участва в ликвидирането на Кронщатския антисъветски метеж.
В периода 1921 – 1924 г. е член на Югоизточното бюро на ЦК на РКП(б) и главнокомандващ войските на Северокавказкия военен окръг. През следващата година заема длъжностите главнокомандващ на Московския военен окръг и член на Революционния военен съвет на СССР.
След смъртта на Михаил Фрунзе, Ворошилов оглавява военното ведомство на СССР: първо е народен комисар за военните и морските работи и председател на Реввоенсъвета на СССР (от 6 ноември 1925 до 20 юни 1934 г.), а после – народен комисар на отбраната на страната (1934 – 1940 г.). Изкараните от него почти 15 години, начело на военното ведомство, са повече от тези на всяка друга значима фигура в този период на съветската история.
Климент Ефремович има репутацията на ревностен привърженик на Сталин, поддържащ го в борбата му с Троцки, а после и при установяването на абсолютната му власт в края на 20-те години. Автор е на книгата „Сталин и Красная Армия“, възвеличаваща ролята на диктатора в гражданската война.
На 22 септември 1935 г., в РККА са въведени персоналните воински звания. През ноември ЦИК и Съвета на народните комисари на СССР (съкр. на руски: Совнарком) присвоява на пет известни съветски пълководци званието „маршал на Съветския съюз“. В това число е и Ворошилов, който впоследствие се оказва силно въвлечен в Голямата чистка на Сталин – кариерата му получава такова развитие, донякъде и заради ареста и екзекуцията на маршал Тухачевски.

### Втора световна война
През 1940 г., след Зимната война, при която вместо да осигури на войските топли дрехи и гореща храна нарежда да се дават на войските на фронта 100 грамова дажба водка, а на пилотите - коняк на ден (тази практика се осъществява и през Съветско-германската война, което заради отслабеното внимание и забавените реакции на войниците допринася за огромните съветски загуби през войната) Климент Ефремович е лишен от поста народен комисар на отбраната (командва съветските войски, които обаче заради лошото му планиране и некопетентността му страдат от тежки загуби) – на тази длъжност Сталин назначава по-добре представилия се в боевете срещу финландците Семьон Тимошенко. Ворошилов получава постовете заместник-председател на Съвета на народните комисари на СССР и председател на Комитета по отбраната при Совнаркома.
Непосредствено след нападението на Германия над Съветския съюз, на маршала е даден поста главнокомандващ на Северозападното направление (просъществувало до 5 септември 1941 г.), управляващо няколко фронта; а после за пет дена (5 – 10 септември) е главнокомандващ на Ленинградския фронт. От една страна, Ворошилов показва храброст – в една от битките повежда контраатака срещу немските танкове, само с пистолет в ръка, но от друга – голяма некомпетентност и неспособност да предотврати свиването на обръча около Ленинград. Заради това е освободен от заемания пост – на неговото място е изпратен Георгий Жуков. До края на войната на Ворошилов са давани не толкова отговорни длъжности – последователно е назначен за представител на Ставката на Върховното главно командване за формирането на резервни войски (септември 1941 – февруари 1942 г.), представител на Ставката за Волховския фронт (февруари – септември 1942 г.), главнокомандващ на партизанското движение (от септември 1942 до май 1943 г.), председател на Трофейния комитет при ГКО (май – септември 1943 г.), председател на Комисията по въпросите за примирията (септември 1943 – юни 1944 г.). Участва и в работата на Техеранската конференция.

### Дейност след войната
В периода 1945 – 1947 г. е председател на контролната комисия на Съюзниците в Унгария и контролира въвеждането на комунистическия режим в страната. От 1946 до 1953 г. е заместник-председател на Министерския съвет на СССР. Със смъртта на Сталин започват големи промени в съветското ръководство и през 1953 г., маршалът става Председател на Президиума на Върховния съвет на СССР (т.е. формален глава на държавата). Първи секретар на партията е Никита Хрушчов, а министър-председател на Съветския съюз е Георгий Маленков. Тримата организират ареста и разстрела на Лаврентий Берия – началника на съветските тайни служби.
След като Хрушчов отрича култа към личността на Сталин през 1956 г., Ворошилов временно се присъединява към консервативната фракция на Маленков, Лазар Каганович и Вячеслав Молотов (т.н. „Антипартийна група“), в неуспешен опит да отстранят Първия секретар на партията от власт през юни 1957 г. Скоро обаче, Климент Ефремович променя позицията си и започва да поддържа Хрушчов.
На 7 май 1960 г., Върховният съвет връчва на Ворошилов „молба за излизане в пенсия“ и избира на негово място Леонид Брежнев. На 16 юли същата година, ЦК на КПСС също го освобождава от задълженията му като член на Политбюро. През октомври 1961 г., политическата му загуба вече е пълна, след като на XXII партиен конгрес е изключен от гласуването за членове на ЦК.
След свалянето на Хрушчов от власт, Брежнев връща Ворошилов в политиката, но само като фигурант. Климент Ефремович е преизбран за член на ЦК през 1966 г., а през 1968 г. е удостоен с второто си отличие – Герой на Съветския съюз.
Умира на 88-годишна възраст на 2 декември 1969 г. в Москва. Погребан е в некропола на Кремълската стена.

## Семейство
Жената на Ворошилов – Голда Давидовна Горбман (1887 – 1959), e еврейка по националност. Преди да сключи брак с Климент Ефремович, приема православието и сменя името си на Екатерина Давидовна. Тя е член на РСДРП(б) от 1917 г., а по-късно работи като заместник-директор на музея „В. И. Ленин“. Свои деца нямат, но възпитават сина и дъщерята на Фрунзе – Тимур (1923 – 1942) и Татяна (р. 1920), а също и приемния син Пьотър (1914 – 1969), от когото имат двама внуци – Клим и Володя.

## Награди и почести
- На 3 февруари 1956 г. (във връзка с навършването на 75 години) Ворошилов е удостоен със званието Герой на Съветския съюз.
- На 22 февруари 1968 г. (във връзка с 50-годишнината на Въоръжените сили на СССР) маршалът е удостоен за втори път с това отличие.
- На 7 май 1960 г. му е присвоено званието Герой на социалистическия труд.
- Осем ордена „Ленин“ (с номера 880, 3582, 14851, 26411, 128065, 313410, 331807 и 340967)
- Шест ордена „Червено знаме“ (с номера 47, 629/2, 27/3, 5/4, 1/5, 1/6)
- Орден „Суворов“ – I степен (номер 125)
- Орден „Червено знаме“ на Узбекската ССР – на 17 февруари 1930 г.
- Орден „Червено знаме“ на Таджикската ССР – на 14 януари 1933 г. (номер 148)
- Орден „Червено знаме“ на Закавкавката СФСР – на 25 февруари 1933 г.
- Почетно оръжие с Държавния герб на СССР
- Удостоен е с отличието Герой на Монголската народна република
- Други чуждестранни медали и ордени
- В Москва, на улица „Грановски“ №3 (където е живял Климент Ворошилов), е сложена мемориална плоча.
- В негова чест, още приживе (след присвояването на званието маршал през 1935 г.), са наречени редица градове:
  - Ворошиловград (през 1958 г. му е върнато старото име Луганск, но след смъртта на Ворошилов отново е наречен в негова чест). Едва през 1990 г. е възстановено историческото име на града.
  - Ворошиловск (през 1943 г. е върнато историческото название Ставропол).
  - Ворошилов (преди това Николск-Усурийски; от 1957 г. – Усурийск).
- В негова чест е кръстена серията тежки танкове КВ (от Климент Ворошилов) на Путиловския завод.
- Неговото име носи и крайцер от клас „Киров“
- Съветската Генералщабна академия в Москва също носи името „К. Е. Ворошилов“.
- На 29 декември 1932 г. е утвърдена наградата за точна стрелба „Ворошиловски стрелец“ (нагръден знак). По-късно е разделена на две степени, а за пионерите е добавена значката „Млад ворошиловски стрелец“.